# فلاديمير فولطشكوف
فلاديمير فولتشكوف ((بالبيلاروسية: Уладзімір Мікалаевіч Валчкоў)‏, Uladzimir Mikalayevich Valchkou; (بالروسية: Владимир Николаевич Волчков)‏) (من مواليد 7 أبريل 1978، في مينسك) هو لاعب تنس بيلاروسي. وصل فولتشكوف إلى الدور نصف النهائي في بطولة ويمبلدون 2000، خسر أمام الأميركي بيت سامبراس. كان يمثل روسيا البيضاء في كل من كأس ديفيس ودورة الألعاب الأولمبية 2000. في مسيرته في الفردي أفضل تصنيف وصل إليه كان 25.

## روابط خارجية
- فلاديمير فولطشكوف على موقع رابطة محترفي التنس (الإنجليزية)
- فلاديمير فولطشكوف على موقع الاتحاد الدولي لكرة المضرب (الإنجليزية)
- فلاديمير فولطشكوف على موقع كأس ديفيز (الإنجليزية)
- فلاديمير فولطشكوف على موقع خلاصة التنس.كوم (الإنجليزية)
- فلاديمير فولطشكوف على موقع أوليمبيديا (الإنجليزية)